# 西原町 (瀬戸市)
西原町（にしはらちょう）は、愛知県瀬戸市本地連区の町名。現行行政地名は西原町1丁目と2丁目。

## 地理
- 瀬戸市の南西部に位置する[8]。西を尾張旭市狩宿新町・狩宿町、北を西寺山町、東を西長根町・高根町、南を西本地町と隣接している[8]。
- 国道沿線に遊技場、大型商店、自動車販売店・各種外食産業が立地する[8]。

### 河川
- 矢田川（山口川）[8] ： 町の南端、西本地町との町境を西流している。
- 瀬戸川 ： 町の南西端をかすめるようにして南流し、矢田川に注ぎ込んでいる。

- 矢田川（西原町・西本地町境）
- 矢田川と瀬戸川の合流点[注釈 2]

### 学区
市立小・中学校に通う場合、学区は以下の通りとなる。また、公立高等学校普通科に通う場合の学区は以下の通りとなる。
| 町丁・丁目  | 番・番地等 | 小学校               | 中学校             | 高等学校 |
| ----------- | ---------- | -------------------- | ------------------ | -------- |
| 西原町1丁目 | 全域       | 瀬戸市立幡山西小学校 | 瀬戸市立幡山中学校 | 尾張学区 |
| 西原町2丁目 | 全域       | 瀬戸市立幡山西小学校 | 瀬戸市立幡山中学校 | 尾張学区 |

## 歴史

### 沿革
- 1974年（昭和49年）11月2日 - 瀬戸市大字本地字原山・原下・天白・新屋敷・井堀の各一部により、同市西原町として成立[2]。

## 世帯数と人口
2024年（令和6年）2月1日現在の世帯数と人口は以下の通りである。
| 町丁・丁目  | 世帯数  | 人口  |
| ----------- | ------- | ----- |
| 西原町1丁目 | 203世帯 | 448人 |
| 西原町2丁目 | 29世帯  | 60人  |
| 計          | 232世帯 | 508人 |

### 人口の変遷
国勢調査による人口の推移
| 1995年（平成7年）  | 445人 | [ 11 ] |  |
| 2000年（平成12年） | 433人 | [ 12 ] |  |
| 2005年（平成17年） | 411人 | [ 13 ] |  |
| 2010年（平成22年） | 472人 | [ 14 ] |  |
| 2015年（平成27年） | 487人 | [ 15 ] |  |
| 2020年（令和2年）  | 532人 | [ 16 ] |  |

### 世帯数の変遷
国勢調査による世帯数の推移。
| 1995年（平成7年）  | 141世帯 | [ 11 ] |  |
| 2000年（平成12年） | 157世帯 | [ 12 ] |  |
| 2005年（平成17年） | 157世帯 | [ 13 ] |  |
| 2010年（平成22年） | 174世帯 | [ 14 ] |  |
| 2015年（平成27年） | 187世帯 | [ 15 ] |  |
| 2020年（令和2年）  | 210世帯 | [ 16 ] |  |

## 交通

### 鉄道
町内に鉄道は走っていない。最寄り駅は、名鉄瀬戸線水野駅・三郷駅、または、愛知環状鉄道・愛知環状鉄道線瀬戸口駅になる。

### バス
名鉄バス「本地ヶ原線」
- 【35】名鉄バスセンター - 引山 - 四軒家 - 本地ヶ原 - 菱野団地 系統 ： 西原バス停（菱野団地方面乗り場）
- 【36】名鉄バスセンター - 引山 - 四軒家 - 本地ヶ原 - 瀬戸駅前 系統
- 【50】【51】【52】藤が丘 - 愛知医科大学病院 - 本地ヶ原 - 瀬戸駅前 系統

以上、4系統共通 ： 西原バス停・原山バス停（いずれも瀬戸駅前方面乗り場）
- 西原バス停
- 原山バス停

### 道路
- 国道363号[8] ： 町の北東端から南端、高根町との町境を南北に通っている。途中、愛知県道208号と重複している[注釈 3][注釈 4]。
- 愛知県道208号上半田川名古屋線 ： 町の北東端から高根町1丁目との境を南北に通り、西原町2丁目交差点より1丁目と2丁目の境付近を東西に通っている。途中、国道363号と重複している[注釈 5]。

- 国道363号・愛知県道22号標識[注釈 6]（西原町2丁目交差点南）
- 愛知県道208号標識（西原町内）

## 施設
- 西部浄化センター[8] ： 1970年（昭和45年）竣工の下水処理施設[17]。現在の最大処理能力は、1日あたり29,600m3で、標準活性汚泥法と凝集剤併用ステップ3段硝化脱窒法を用いて処理をしている[18]。
- DCM21 瀬戸店[8] ： DCM株式会社が運営するホームセンター。超大型店に分類され、生活館・園芸館・資材館・エクステリアセンターからなる[19]。2022年（令和4年）9月1日付で、店舗名がDCMカーマからDCMに統一された[20]。
- 東名ボール[8] ： 1971年（昭和46年）設立の東名興業株式会社が運営する大型遊技場[21]。ボーリング、カラオケ、ビリヤード、ゲームなどが楽しめる[22]。
- 西原町1丁目ちびっこ広場 ： 1丁目の中央部にある小さな公園。ブランコ・すべり台・鉄棒などの遊具がある。

- 西部浄化センター
- DCM21 瀬戸店
- 東名ボール
- 西原町1丁目ちびっこ広場

## その他

### 日本郵便
- 郵便番号 ： 489-0972[6]（集配局：瀬戸郵便局[23]）。